# Гранітівська збагачувальна фабрика
Гранітівська збагачувальна фабрика – підприємство гірничорудної у Оренбурзькій області Росії.
Фабрику спорудила компанія «ОРМЕТ», що входить до групи «Русская медная компания». 
Збагачувальний майданчик почав роботу в 1999-му та спершу працював з рудою родовища Барсучий Лог. В подальшому сюди ж почали доправляти продукцію рудників Джусінский, Єленовський, Вєсєнній, Лучистий. Станом на початок 2020-х з них в роботі залишаються лише Джусінський та Весняний.
Збагачувальна фабрика може приймати 0,82 млн тон руди на рік. В 2017-му вона випустила 92 тисячі тон мідного та 23 тисячі тон цинкового концентрату.